# Unvordenkliche Verjährung
Die unvordenkliche Verjährung ist ein Rechtsinstitut, das aus dem kanonischen Recht stammt und seine Wirkung auf verschiedenen Rechtsgebieten des geltenden Rechts entfaltet. Liegen die Voraussetzungen der unvordenklichen Verjährung vor, so wird widerleglich vermutet, dass ein bestimmtes Recht in früherer Zeit entstanden ist, auch wenn dies nicht mehr nachgewiesen werden kann. So kann beispielsweise mittels der unvordenklichen Verjährung angenommen werden, dass ein über ein privates Grundstück führender Weg als öffentlicher Weg gewidmet wurde und von der Allgemeinheit genutzt werden darf, auch wenn die Widmung selber nicht mehr nachweisbar ist. Hierbei ersetzt die unvordenkliche Verjährung nicht die Widmung, sondern entbindet nur davon, den Widmungsakt nachzuweisen. Nachgewiesen werden muss jedoch, dass die Voraussetzungen der unvordenklichen Verjährung (siehe unten) vorliegen.
Umgangssprachlich könnte man sagen: Wenn es keine entsprechenden Schriftstücke gibt, und sich auch niemand erinnern kann, dass es jemals anders geregelt war, dann wird wohl alles seine Richtigkeit haben.

## Situation in Deutschland
Das Rechtsinstitut der unvordenklichen Verjährung ist nicht im Bürgerlichen Gesetzbuch (BGB) geregelt. Es gilt in der Regel für Rechtsgebiete, die nicht im Bundesrecht geregelt sind, insbesondere im Straßen- und Wegerecht, im Wasserrecht und im Nachbarrecht.
Nach der unumstrittenen Auffassung des Bundesgerichtshofs und der Literatur liegt unvordenkliche Verjährung vor, wenn „der als Recht beanspruchte Zustand in einem Zeitraum von vierzig Jahren als Recht besessen [wurde] und [...] weitere vierzig Jahre vorher keine Erinnerungen an einen anderen Zustand seit Menschengedenken bestanden“.
Die unvordenkliche Verjährung bezieht sich daher regelmäßig auf Zustände, wie sie durch das Gemeine Recht geschaffen wurden. Da sich dies ferner zumeist auf dingliche Rechte allgemein oder das Eigentum im Besonderen bezieht, muss Art. 181 EGBGB beachtet werden.
Zu beachten ist, dass der Begriff „Verjährung“ hier einen anderen Sinn hat als im BGB. Das hat seinen Grund darin, dass im gemeinen Recht ein weiterer Verjährungsbegriff im Gebrauch war, der darauf beruhte, dass der Zeitablauf sowohl Rechte entkräften als auch begründen kann. Ins BGB wurde der Begriff der Verjährung jedoch nur im Sinne der Einschränkung von Rechten übernommen. Die „unvordenkliche Verjährung“ als Begriff aus der Zeit vor dem BGB hat hingegen rechtsbegründenden Charakter: Kraft unvordenklicher Verjährung kann die Inhaberschaft eines Rechts als bestehend angenommen werden, auch wenn kein anderer Erwerbstatbestand mehr festgestellt werden kann.
Einen Rechtserwerb durch Zeitablauf kennt das BGB auch in Gestalt der Ersitzung.